# Torvinge industriområde

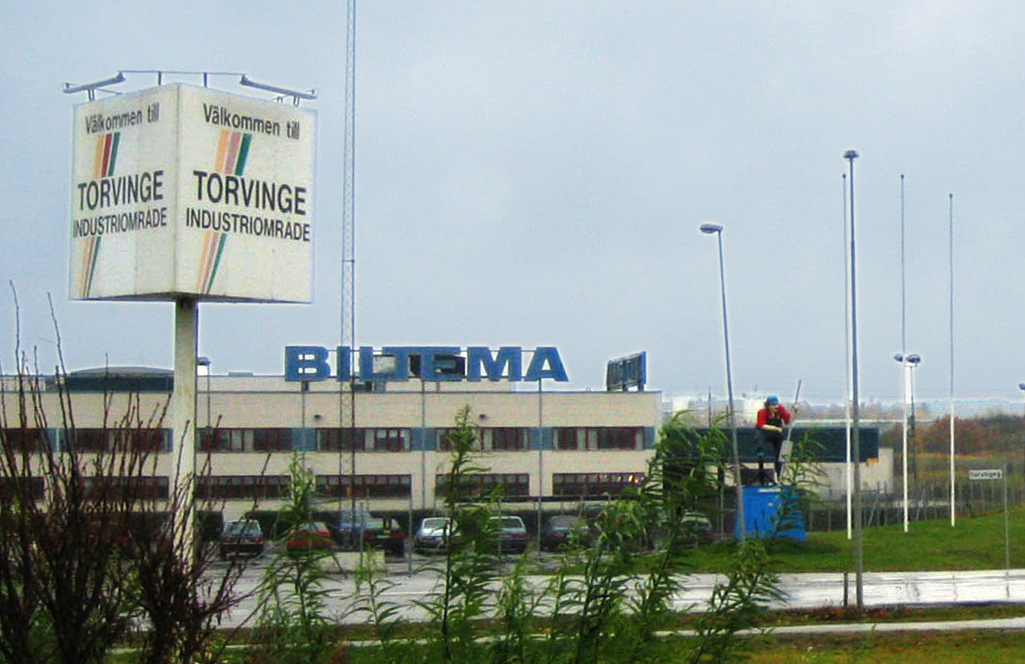
Infarten till Torvinge industriområde, med Biltemas lagerlokal i bakgrunden

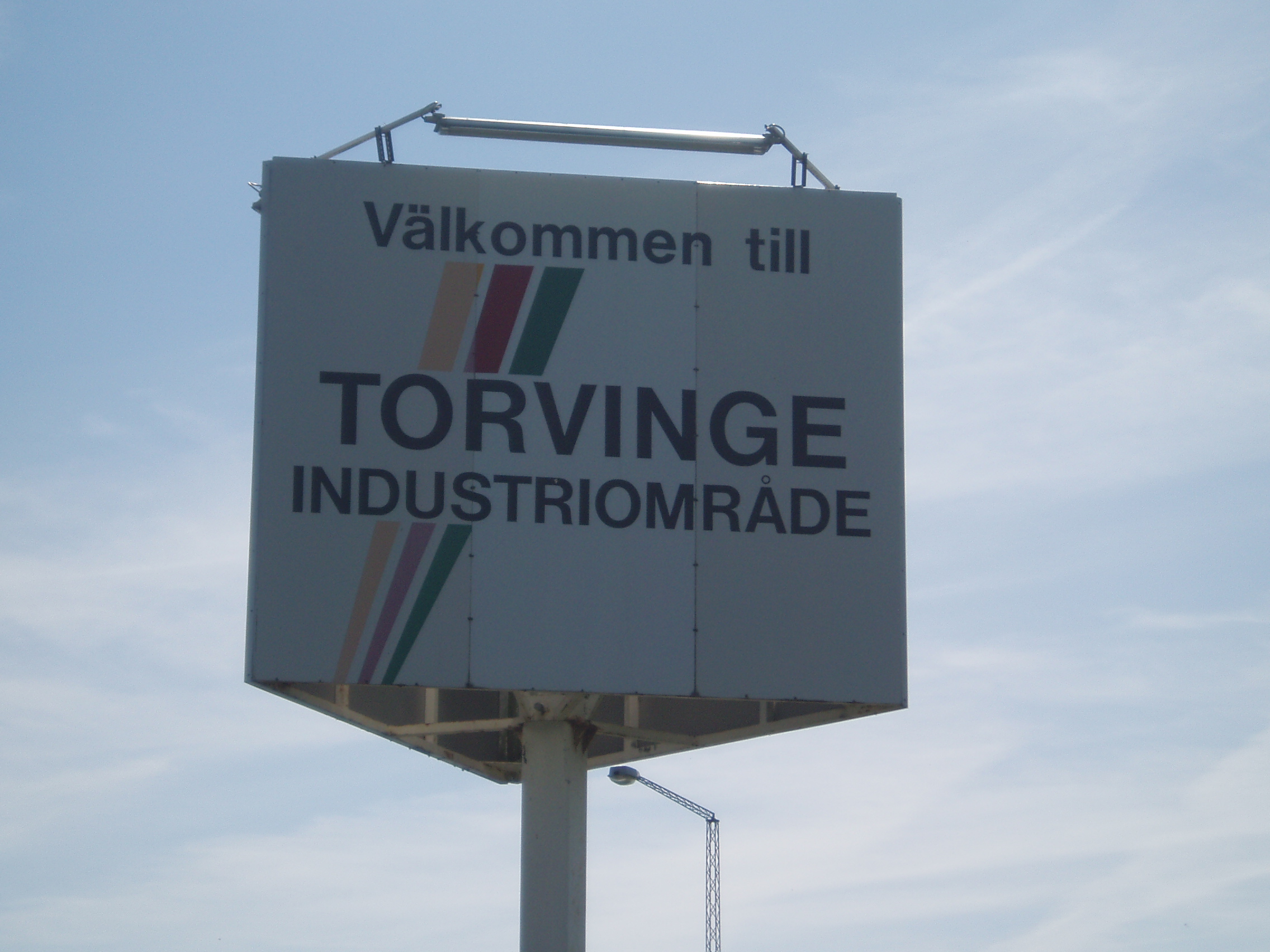
Närbild på Torvingeskylten

Torvinge industriområde är ett industriområde i Linköping där många företag har sina lokaler. I Linköpings näringsliv och arbetsmarknad 1994 - 99 anges att 1 200 personer då arbetade i området.